# 南市街道 (延安市)
南市街道，是中华人民共和国陕西省延安市宝塔区下辖的一个乡镇级行政单位。

## 行政区划
南市街道下辖以下地区：
七里铺社区、杜甫川社区、市场沟社区、南桥社区、马家湾社区、凉水井社区和南关社区。